# 印第安洛克斯海滩 (佛罗里达州)
印第安洛克斯海滩（英語：Indian Rocks Beach）是美国佛罗里达州皮尼拉斯縣下属的一座城市。建立于1956年。面积约为3.6平方公里（约合1.4平方英里）。根据2010年美国人口普查，该市有人口4,113人。论人口在本州排行第227。